# Ozarba flavidiscata
Ozarba flavidiscata là một loài bướm đêm trong họ Noctuidae.